# Kammerkoret Gock
Kammerkoret Gock  er et klassisk blandet a capella kammerkor med ca. 25 sangere fra Grindsted i Billund kommune, stiftet ved en julefrokost på Grindsted Gymnasium i 1984. Navnet Gock er oprindelig en forkortelse for "Grindsted og Omegns Central Kor". Koret er medlem af landsorganisationen Kor72, og har gennem årene bl.a. givet koncerter i England, Italien, Belgien, Litauen, Slovakiet og Island samt en lang række steder i Danmark, i 2017 bl.a. på Skagens Museum
| Musikgruppe | Spire Denne artikel om en dansk musikgruppe er en spire som bør udbygges. Du er velkommen til at hjælpe Wikipedia ved at udvide den. |